# История Северо-Западных территорий

## XIX век
Современная территория была создана в июне 1870 г., когда Компания Гудзонова залива передала Землю Руперта и Северо-западную Территорию правительству Канады. Эта огромная область включала всю не конфедерацию Канады, кроме Британской Колумбии, побережья Великих озер, Долины реки Св. Лаврентия и юга Квебека, Приморских провинций, Ньюфаундленда, и Лабрадорского побережья. Также кроме Арктических Островов, кроме южной половины Баффиновой Земли; они оставались под британским управлением до 1880 г.
Провинция Манитоба была создана 15 июля 1870 г., крошечный квадрат вокруг Виннипега, и затем увеличена в 1881 г. к прямоугольной провинции, составляющей юг современной провинции. К тому времени, когда Британская Колумбия присоединилась к Конфедерации 20 июля 1871 г., земли уже имели (1866 г.), предоставил части Северо-западной Территории к югу от 60˚ градусов к северу и к западу от 120˚ на запад, область, которая включила большую часть территории Стикин (Stikine). В 1882, Реджайна в Районе Ассинибоиа стала столицей; после того, как Альберта и Саскачеван стали провинциями Канады в 1905 г., Реджайна стала столицей Саскачевана.

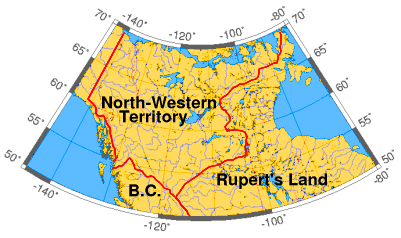
Северо-Западные территории в 1859 г.

В 1876 г., округ Киватин (Keewatin), в центре территории, был отделен от них. В 1882 г. и снова в 1896 г., остающаяся часть была разделена на следующие округа (соответствующий следующим современным областям):
1)	Альберта (юг Альберта); 
2)	Ассинибоиа (юг Саскачевана); 
3)	Атабаска (север Альберты и Саскачевана); 
4)	Франклин (Арктические острова, полуострова Бутия и Мелвилл); 
5)	Маккензи (Северо-Западные территории (материковая часть) и запад Нунавута); 
6)	Саскачеван  (центр  Саскачевана); 
7)	Унгава (современный север Квебека и внутренний Лабрадор, так же как оффшорная область в Гудзоновом заливе); 
8)	Юкон (современный Юкон). 
9)	Киватин был возвращен Северо-Западным территориям в 1905 г.
Тем временем, Онтарио был увеличен в северо-западном направлении в 1882 г. Квебек был также расширен, в 1898 г., а Юкон был сделан отдельной территорией в том же самом году, для сотрудничества с Золотой лихорадкой на Аляске и ликвидировать правительство Северо-Западных территорий от управления внезапным бумом населения, деловой активности и притока не канадцев.

## XX век
Провинции Альберта и Саскачеван были созданы в 1905 г., и Манитоба, Онтарио, и Квебек приобретал последнюю из их современных территорий в отличие от  Северо-Западных территорий – 1912 г. Остальная часть Северо-Западных территорий не были представлены в Канадской Палате общин с 1907 до 1947 гг., когда избирательный округ Реки Юкона-Маккензи был создан. Эта поездка только включала Район Маккензи. У остальной части Северо-Западных территорий не было никакого представительства в Палате общин до 1962 г., когда избирательный округ Северо-Западных территорий был создан с учетом эскимосов, получившие право голосовать  в 1953 г. В 1912 г. Правительство Канады переименовало территорию теперь она писалась через дефис. В 1967 г. столицей территории становится Йеллоунайф. 

## Последний раздел
Между 1925 и 1999 гг., Северо-Западные территории составляли 3 439 296 км² – это  больше Индии. Наконец, 1 апреля 1999 г., восточные три пятых Северо-Западных территорий (включая весь Район Киватин и большую часть Маккензи и Франклина) стали отдельной территорией именуясь Нунавут.
Было некоторое обсуждение того, чтобы изменять название Северо-Западных территорий после образования Нунавута, возможно к термину на одном из языков Первых Наций. Одно предложение было "Denendeh" ("наша земля" на языке дене). Идея была защищена прежним премьер-министром Стивеном Кэкфви, среди других. Но исходя из опросов население захотело оставить название, поскольку оно после образования Нунавута более точно отображало территорию нежели, когда она простиралась далеко на северо-восток Канады. На языке Инуктитут Северо-Западные территории звучат как ᓄᓇᑦᓯᐊᖅ (Nunatsiaq), "красивая земля."